# 紅腿
紅腿，是對巴巴多斯、聖文森、格林納達等加勒比海島嶼上貧窮白人的稱呼。他們是英格蘭、蘇格蘭、愛爾蘭和中歐等地農奴、罪犯和強制勞動者的後裔。

## 詞源
紅腿一字和紅脖子一樣，來源於熱帶陽光對白人移民白皙皮膚的影響。然而，「紅腿」一詞及其變體也用於在愛爾蘭同盟戰爭中被俘虜並作為契約僕人運送到巴巴多斯的愛爾蘭士兵。

## 歷史
許多紅腿人的祖先都是奥利弗·克倫威爾征服愛爾蘭後送到加勒比海的。其他人最初在17世紀早期至中期作為契約僕人抵達巴巴多斯，在甘蔗種植園工作。一小群德國人和葡萄牙戰俘也被作為種植園工人輸入。
到了18世紀，白人契約僕人變得不那麼普遍了。黑奴接受過所有必要行業的培訓，因此不需要有償的白人工作力。反過來，紅腿人不願意與種植園中被釋放的黑人一起工作。因此，只要有機會，大多數人就試圖移民到其他歐洲殖民地，這使白人人口減少到少數;大多數選擇留下來的白人充其量只能過著自給自足的生活。今天的紅腿契約僕人後裔非常貧窮，幾乎都住在農村的棚屋裡。
由於紅腿人生活的惡劣條件，19世紀中葉發起了一場運動，將部分人口遷移到經濟上更適宜居住的其他島嶼。搬遷過程取得了成功，一個獨特的紅腿後裔社區居住在聖文森特的多塞特郡山區以及莫里茨山和貝基亞附近的格林納達島上。
紅腿人後裔今天仍然存在於巴巴多斯 - 其中一些處於絕對貧困狀態 - 孤立，未被同化和未受過教育。“紅腿”一詞也用於定居南卡羅來納州的巴巴多斯人。